# Hoorn (toeter)

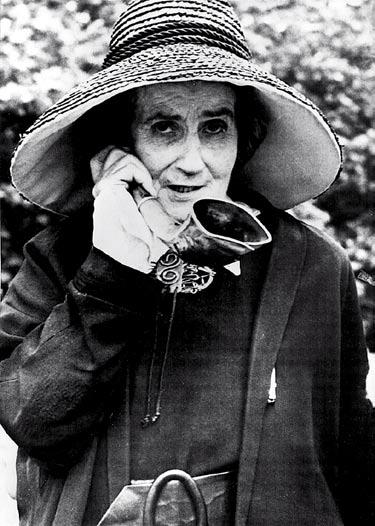
Elisabeth de Meuron met hoorn.

Een hoorn, toeter, oorhoorn, oortrompet of hoortrompet is een buis of trechter om geluid op te vangen en naar een oor te leiden. De hoorn is een mechanisch hoortoestel dat de hoeveelheid geluidsenergie die het trommelvlies bereikt vergroot, zodat slechthorenden daarmee beter kunnen horen.
Hoorns werden gemaakt van metaal, hout, schelpen of hoorns van dierlijke oorsprong. Vanaf ongeveer de 17e eeuw gebruikten slechthorenden hoorns, die in de 18e eeuw gemeengoed werden. Er werden ook inklapbare modellen verkrijgbaar. In de 19e eeuw was het mode de handicap te verbergen, en begonnen hoorns vormgegeven te worden om discreet gebruikt te worden. Zo werden ze soms zelfs in fauteuils verwerkt.
Door de ontwikkeling van kleine en goedkope elektronische apparaten werd de hoortrompet vervangen door het gehoorapparaat. In 1963 beëindigde de laatste fabrikant van hoorns, F. C. Rein and Son of London, de productie.

## Typen
Er zijn verscheidene typen hoorns:
- trechter
- rechte hoorn: de kelk ligt in het verlengde van de buis
- pijphoorn: de kelk staat onder een hoek met de buis
- banjohoorn: de kelk is rond en reflecteert het geluid de buis in
- slanghoorn: de kelk is verbonden met het oorstuk middels een slang
- zakhoorn: een compacte uitvoering met de buis deels in de kelk verwerkt.
- Parijse hoorn: de hoorn wordt aan het hoofd bevestigd, eventueel een voor elk oor, als een soort koptelefoon.